# Chicken wants to fly
Chicken wants to fly (xinès simplificat: 小鸡想飞, pinyin: Xiǎo jī xiǎng fēi) és un curtmetratge d'animació xinés del 2007, animat segons l'estil tradicional del cinema d'animació xinés. S'inspira en l'obra de Te Wei Xiao kedou zhao mama. Va ser dirigida per Zeng Yigang, i el seu productor és Zheng Liguo, de l'Institut d'Animació de Jilin.
Al curtmetratge, es conta la història d'un pollastret que vol volar per a trobar la seua identitat. El 2008 va guanyar el Golden Monkey Award d'animació, i el 2010 en rebé un altre a la cimera nacional d'animació i jocs d'alta tecnologia de Beijing, entre d'altres.